# Hoelun
Hoelun (también Hoelun Üjin, en mongol: Өэлүн үжин o Өэлүн эх, «Madre Hoelun») era la madre de Genghis Khan y la esposa de su padre Yesugei, el jefe de la confederación Khamag Mongol. Gran parte del conocimiento actual sobre su vida proviene de la Historia secreta de los mongoles.

## Biografía
Hoelun nació en la tribu Olkhunut. Yesügei hizo a Hoelun su esposa principal. Esto fue un honor, ya que solo la esposa principal podía dar a luz a sus herederos. Dio a luz a cinco hijos: cuatro hijos, Temüjin (que más tarde se conocería como Genghis Khan), Qasar, Qachiun y Temüge, y una hija, Temülün. Una segunda esposa de Yesugei, Sochigel, dio a luz a dos hijos, Behter y Belgutei.

## Hoelun como viuda
Después de la muerte de su marido, Hoelun inmediatamente se hizo cargo del grupo y comenzó a correr de un lado a otro del valle del río Onon recolectando raíces, bayas y mijo para alimentar a sus hijos. A medida que los niños crecieron, aprendieron a cazar y pescar en las montañas de Khentii en el norte de Mongolia, mejorando considerablemente la situación de la familia. Hoelun enseñó a sus hijos los fundamentos de la unidad y el apoyo mutuo, pero la rivalidad entre hermanos de los dos hijos mayores del grupo, Temujin y Behter, finalmente llevó a Temujin a asesinar a Behter, un crimen por el cual Hoelun castigó a su hijo con enojo. A pesar del asesinato, la madre de Behter, Sochigel y su hermano sobreviviente, Belgutai, no mostraron ninguna mala voluntad hacia Hoelun y sus hijos y continuaron viviendo con ellos.

## Reinado de Gengis Kan y su papel en el Imperio Mongol
Hoelun fue considerada como una de las consejeras más confiables de Genghis Khan. También se ocupó de los huérfanos de guerra bajo las órdenes de su hijo, adoptándolos y incorporándolos a la familia como parte de una política inclusiva destinada a crear lealtad entre las tribus conquistadas.
- Datos: Q378676
- Multimedia: Hö'elün / Q378676